# دنيز غوزن
دنيز غوزَن (بالتركية: Deniz Gözen)‏ هي ممثلة تركية ولدت في يوم 13 مايو 1990 في إسطنبول، مثلت في مسلسل الحلم الضائع في سنة 2007 مع شقيقتها التوأم ميليس غوزين.